# AOSS
AOSS (AirStation One-Touch Secure System) es una tecnología de Buffalo Technology que permite crear redes inalámbricas seguras con pulsar un botón.

## Productos compatibles
La Conexión Wi-Fi de Nintendo usada en Nintendo DS y DSi es compatible con AOSS. Ésta fue incluida para PlayStation 3 y en la actualización de sistema 2.00 para PlayStation Portátil y estaba disponible para configurarión automática con el firmware 2.80 de la PSP. La funcionalidad AOSS fue incorporada en la versión 3.0 del sistema de Wii, lanzado en agosto de 2007, pero son pocos los aparatos que usan esta función.